# Onorificenze delle Comore
Elenco delle onorificenze e degli ordini di merito e cavallereschi distribuiti delle Comore.

## Onorificenze
| Nastro | Onorificenza                              |
| ------ | ----------------------------------------- |
|        | Ordine della Stella d'Anjouan             |
|        | Ordine della Mezzaluna Verde delle Comore |
|        | Ordine della Stella delle Comore          |
|        | Ordine della Stella di Mohéli             |